# Пьянконьо
Пьянконьо (итал. Piancogno) — коммуна в Италии, располагается в провинции Брешиа области Ломбардия.
Население составляет 4108 человек, плотность населения составляет 316 чел./км². Занимает площадь 13 км². Почтовый индекс — 25052. Телефонный код — 0364.
Покровителем коммуны почитается святой Виктор Мавр, празднование 8 мая.